# Monaco i olympiska sommarspelen 1968
Monaco deltog i de olympiska sommarspelen 1968 med en trupp bestående av 2 deltagare. Ingen av landets deltagare erövrade någon medalj.